# Llengües karèniques
Les llengües karèniques formen un dels grans grup de les llengües tibetobirmanes però les relacions amb els altres membres de la família són controvertides entre els lingüistes. Parlades a la zona birmana, aquestes llengües es poden classificar en quatre grans branques: central, septentrional, perifèrica i meridional, i s'escriuen usant el mateix alfabet del birmà.
A diferència de la majoria de veïns de la família, prefereixen un ordre de la frase SVO (subjecte-verb-objecte), probablement per influència del mon, idioma proper geogràficament. Es tracta de llengües tonals i aïllants. El substantiu és invariable i el verb no té conjugació, sinó que expressa els matisos temporals amb partícules externes o amb la concatenació de verbs diferents.
Fonèticament, presenten consonants aspirades amb caràcter de fonema i un ampli ventall de vocals. Gran part de les paraules patrimonials no derivades presenten només una o dues síl·labes d'estructura CV (consonant + vocal).
Algunes llengües karèniques destacades són el pwo, el kayah, el manu i el lekeh. Els seus parlants ronden els 2 milions, si bé les estadístiques oficials no són considerades fiables pel caràcter dispers dels llogarrets on habita la majoria dels nadius d'aquestes idiomes i l'alt grau d'assimilació cultural que pateixen.